# Taketoyo
Taketoyo (japanska: 武豊町?, Taketoyo-chō) är en landskommun i Aichi prefektur i Japan. Kommunen ligger cirka 35 km söder om Nagoya.